# Casa de locuit de pe str. 25 Octombrie, 19 (Tiraspol)
Casa de locuit de pe str. 25 Octombrie, 19 este o clădire amplasată pe str. 25 Octombrie, 19 în Tiraspol, Republica Moldova. Este un monument arhitectural de importanță națională inclus în Registrul monumentelor Republicii Moldova ocrotite de stat cu nr. 5 (municipiul Tiraspol). Datează din 1935.